# Z Antliae
Z Antliae är en pulserande variabel av halvregelbunden typ (SR) i stjärnbilden Luftpumpen. 
Z Antliae varierar mellan visuell magnitud +8,5 och 10,5 med en period av 128,9 dygn.